# Bujorel Mocanu
Bujorel „Mochi“ Mocanu (* 11. Mai 1962 in Slănic, Kreis Prahova; † 28. Januar 2011 in Ploiești, Kreis Prahova) war ein rumänischer Fußballspieler und -trainer. Er bestritt 223 Spiele in der höchsten rumänischen Fußballliga, der Divizia A.

## Karriere
Mocanu begann seine Karriere 1976 in der Jugend von Metalul Plopeni, wo er von Victor Ionescu trainiert wurde. Im Alter von 16 Jahren holte ihn der Trainer Virgil Dridea in die erste Mannschaft, die von 1978 bis 1980 jeweils unter den vier bestplatzierten Teams der Divizia B landete und den Aufstieg in die Divizia A nur knapp verpasste. Seinen Militärdienst absolvierte Mocanu in Buzău und spielte in dieser Zeit bei Gloria Buzău und Chimia Buzău. Anschließend kehrte er zu seinem inzwischen in die Divizia C abgestiegenen Heimatverein zurück und verhalf diesem 1983 zum sofortigen Wiederaufstieg in die Divizia B. Im Sommer 1983 wechselte Mocanu zum Erstligisten Petrolul Ploiești, der sich 1991/92 kurzzeitig in FC Ploiești umbenannte und dem er bis 1994 treu blieb. Am 3. September 1983 wurde Mocanu beim Heimsieg gegen Rapid Bukarest von Trainer Viorel Mateianu zum ersten Mal in der Divizia A eingesetzt. In 223 Erstligaspielen konnte der Mittelfeldspieler 18 Tore erzielen, von denen drei direkt verwandelte Eckstöße waren. Dazu kamen zwei Einsätze im UEFA-Pokal 1990/91 gegen RSC Anderlecht. In der ewigen Torschützenliste von Petrolul belegt er hinter Mircea Dridea und Nicolae Toporan den dritten Rang. 
1994 wechselte Mocanu für zwei Jahre zu Steaua Mizil in die Divizia B und bestritt seine letzten von insgesamt 83 Spielen im Herbst 1996 als Spielertrainer. 1996 kehrte er als Spielertrainer zu seinem Heimatverein Metalul Plopeni zurück, mit dem er 1998 in die Divizia C abstieg und bei dem er bis 2000 blieb. Insgesamt hatte er 47 Spiele für Metalul absolviert. Seine aktive Karriere beendete Mocanu nach der Saison 2000/01, die er bei Prahova Argus Ploiești verbracht hatte.
Parallel dazu arbeitete er ab 2000 im Kinder- und Jugendbereich von Petrolul Ploiești. Von 2003 bis zu seinem Tod im Januar 2011 war Mocanu als Jugendtrainer bei dem Drittligisten Conpet Ploiești tätig. Außerdem engagierte er sich bei dem unterklassigen Verein Gloria Vâlcănești, mit dem ihm 2006 der Aufstieg in die Liga A des Kreises Prahova gelang.
Er starb an den Folgen einer langjährigen Leberzirrhose, nachdem er vier Tage vor seinem Tod wegen akuter Pankreatitis in das Kreiskrankenhaus von Ploiești eingeliefert worden war. Mocanu wurde am 30. Januar 2011 am Friedhof Mihai Bravu in Ploiești beerdigt.